# بنی کراس
بنی کراس (انگلیسی: Benny Cross؛ ۲۳ اوت ۱۸۹۸ – 1986 (aged 86 or 87)) بازیکن فوتبال اهل بریتانیا بود.
از باشگاه‌هایی که در آن بازی کرده‌است می‌توان به باشگاه فوتبال برنلی اشاره کرد.